# Eileen Gray

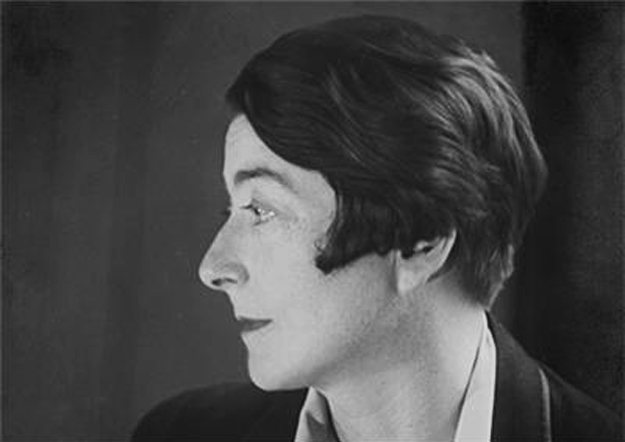
Eileen Gray, um 1926

Eileen Gray (* 9. August 1878 in Enniscorthy als Eileen Kathleen Moray Smith, County Wexford; † 31. Oktober 1976 in Paris) war eine irische Architektin und Designerin. Sie gehört zu den wichtigsten Architektinnen und Designerinnen des frühen 20. Jahrhunderts. Ihr Tisch E.1027 ist ihr bekanntester Produktentwurf, der als Design-Klassiker unverändert nachgebaut, aber auch plagiiert wird.

## Leben
Eileen Gray wurde in Irland auf dem Familiensitz Brownswood bei Enniscorthy in der Grafschaft Wexford als jüngstes unter fünf Geschwistern geboren. Sie studierte von 1898 bis 1902 als eine der ersten Frauen an der Slade School of Art in London.
1900 reiste sie zum ersten Mal nach Paris, um mit ihrer Mutter die Weltausstellung zu besuchen. Zwischen 1902 und 1905 nahm sie am Unterricht an der École Colarossi und der Académie Julian teil. Zwei Jahre später erfolgte der Umzug nach Paris, ihre Wohnung in der Rue Bonaparte Nr. 21 blieb bis zu ihrem Tod ihr Zuhause.

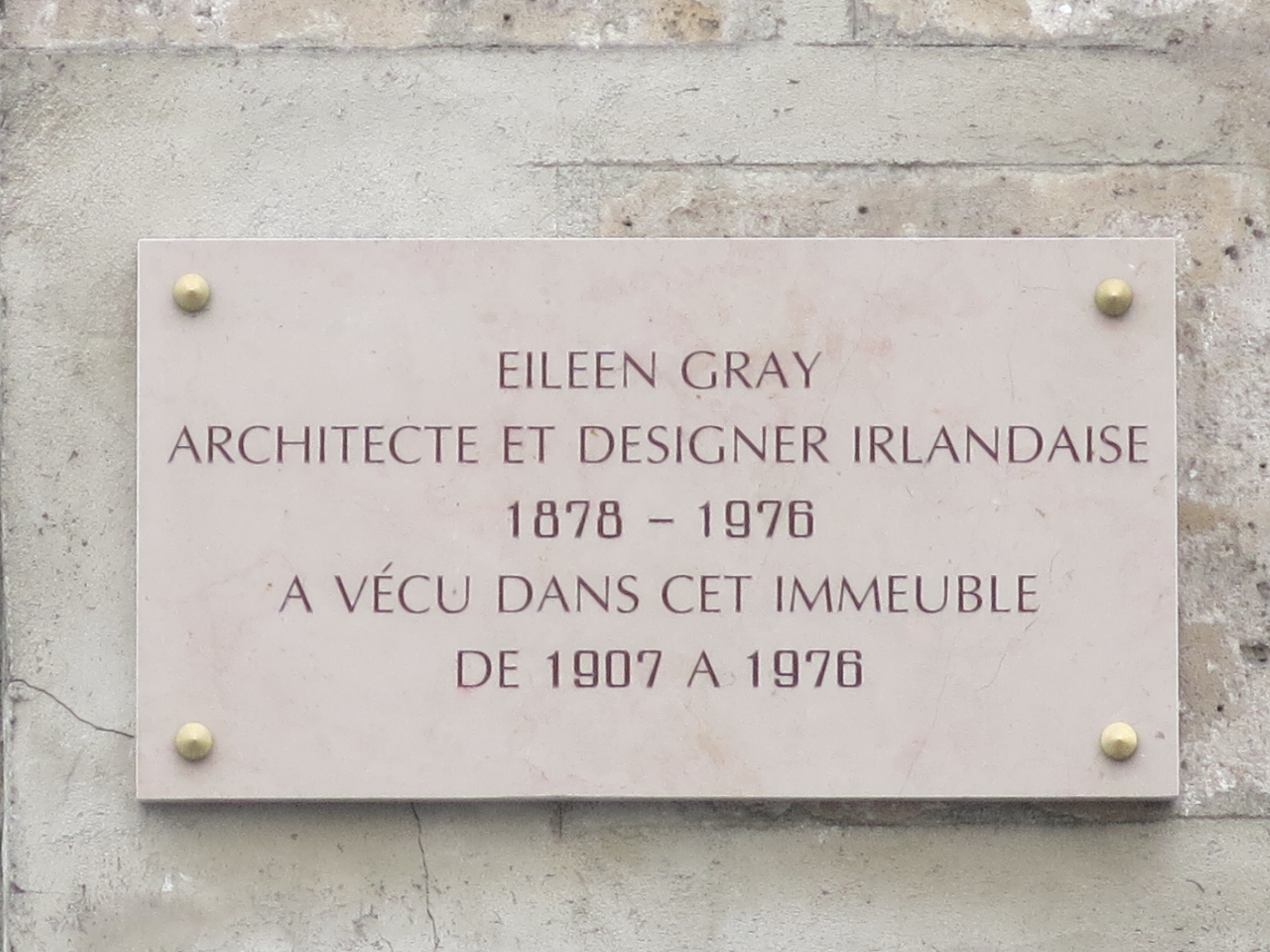
Gedenktafel Eileen Gray an der Rue Bonaparte 21, Paris

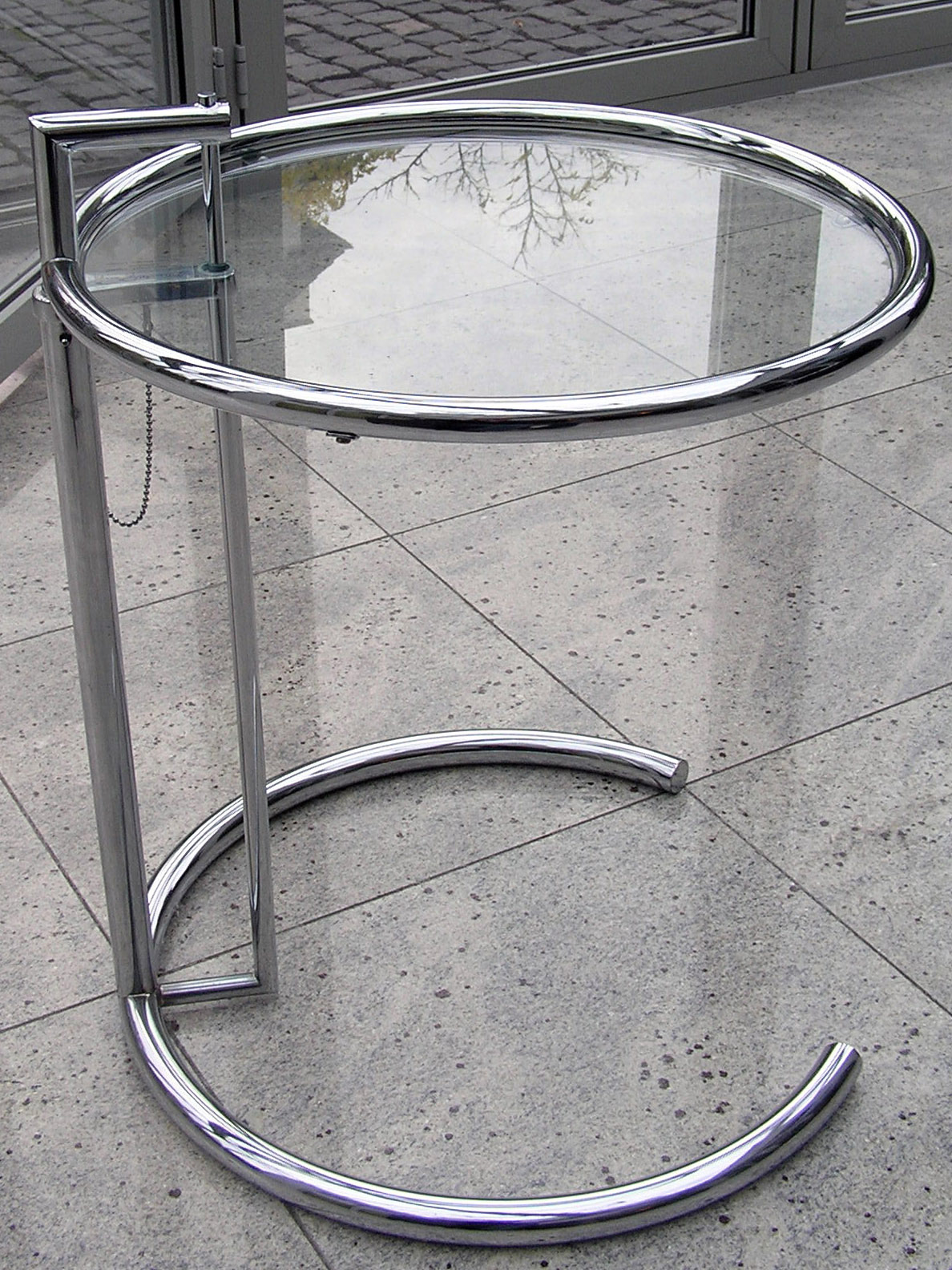
Eileen Gray: Verstellbarer Tisch E.1027

Sie begann ihre Designkarriere ab 1910 mit Entwürfen von exklusiven Lackmöbeln, in denen der ausklingende Zeitgeist des Art Nouveau und Japonismus sichtbar war. Seizo Sougawara, ein japanischer Lackkünstler, war neben einer Lehrzeit in der Londoner Dean-Street-Möbelwerkstatt von D. Charles eine ihrer Wissensquellen bezüglich dieses Kunsthandwerks. Parallel zu den Einzelobjekten entwickelte sie auch Interieurkonzepte. 1913 fielen ihre beim Salon des Artistes Décorateurs ausgestellten Arbeiten dem Modeschöpfer und Kunstsammler Jacques Doucet auf. Für ihn entwarf sie mehrere Objekte, so 1914 den Wandschirm Le Destin mit vier Flügeln und 1915 den Tisch Lotus. Zur Zeit des Ersten Weltkriegs arbeitete sie als Lastwagenfahrerin in Paris unter Leitung der Herzogin von Clermont-Tonnerre.
1915 arbeitete sie mit Sougawara für zwei Jahre in London. Nach ihrer Rückkehr nach Paris erhielt sie ihren ersten Auftrag für eine komplette Innenraumgestaltung und entwarf für die Wohnung von Mme Mathieu Lévy ihre bekannten Block-Wandschirme aus Lack.

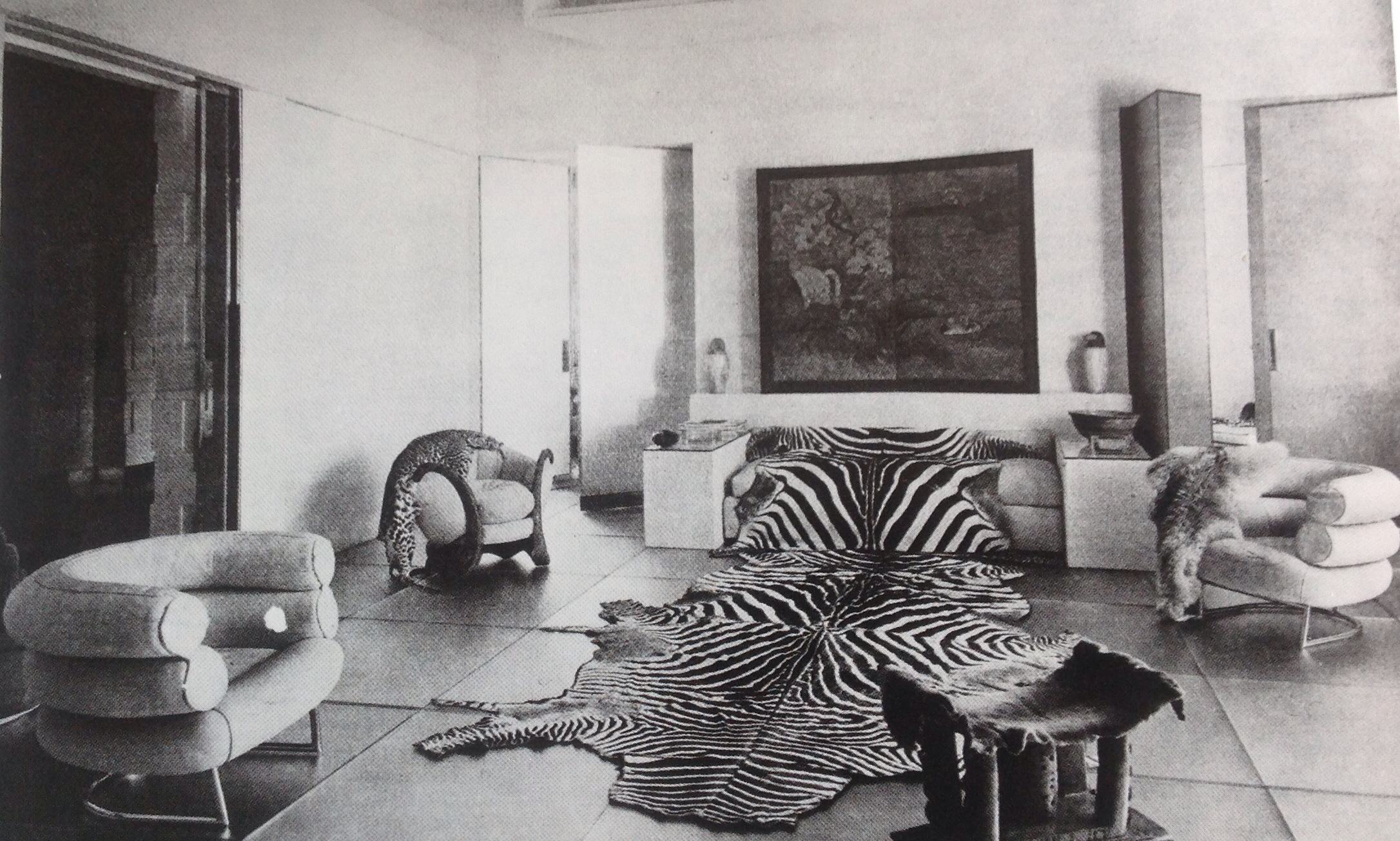
Glas Salon von Paul Ruaud und Eileen Gray mit Möbeln für Juliette Levy

1922 schaffte Gray den Eintritt in die Kunstszene durch ihre Teilnahme an der Ausstellung Union des Artistes Modernes. Dies ermöglichte ihr die Gründung einer eigenen Werkstatt. Parallel zu ihrer Entwurfstätigkeit eröffnete sie mit ihrer Freundin Evelyn Wyld in Paris die Galerie Jean Désert im Mai 1922. Hier präsentierte und vertrieb sie ihre Entwürfe, zu denen neben Möbeln auch Teppiche und vor allen Dingen ihre Paravents gehörten.

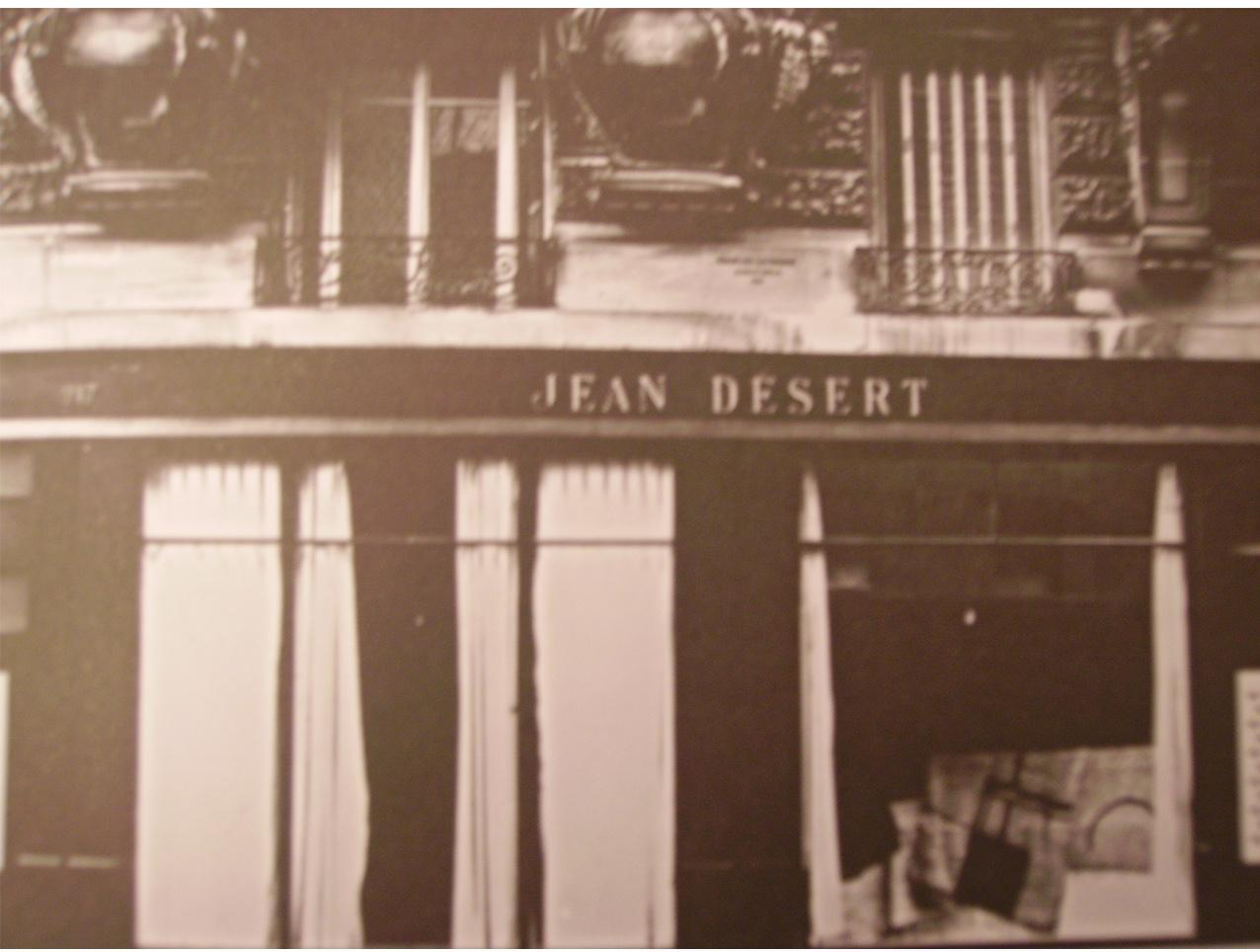
Ladenfront der Galerie Jean Désert

Gray war in den frühen 20er Jahren in einer Beziehung mit der Sängerin Damia. Sie verkehrte zeitweise in lesbischen Kreisen um Natalie Barney und Gertrude Stein und war befreundet mit Gabrielle Bloch (Gab Sorère) und Loië Fuller. Gray blieb stets diskret bezüglich ihrer Beziehungen zu Frauen.
Um 1920 lernte sie den rumänischen Architekten und Herausgeber der wichtigen Architekturzeitschrift L’Architecture Vivante Jean Badovici kennen. In dessen Umkreis bewegten sich so bedeutende Kreative wie Fernand Léger, Gerrit Rietveld und Le Corbusier. Badovici ermutigte sie, sich auch an Architekturprojekte zu wagen. So realisierte sie ab 1925 auf einem Küstengrundstück an der französischen Riviera ihr erstes Haus – das E.1027.
Sie entwarf E.1027 im Jahr 1929 auf einem von ihr erworbenen Grundstück an der französischen Riviera als einen von Blicken geschützten, unzugänglich gelegenen Rückzugsort dicht am Meer. Sie sagte: „Ich wollte einen Raum erschaffen für die Frau, die ein Zimmer für sich allein benötigt“, was auf Virginia Woolfs Essay A Room of One’s Own anspielt.
Badovici teilte Grays Vision eines geschützten Rückzugsortes nicht. Kurz nach der Fertigstellung widmete er eine ganze Ausgabe seiner Architekturzeitschrift L'Architecture Vivante dem Haus, was zu häufigen Besuchen von Künstlerfreunden führte; dies störte Gray und führte dazu, dass sie 1931 das Haus und Badovici verließ. Sie kehrte nie nach E.1027 zurück.
Beispielhaft für ihren Stil ist an diesem Entwurf, wie ökonomisch sie Raum- und Nutzungsplanung verzahnt und das Meublement so zu einem essentiellen Bestandteil der Architektur wird. Sichtbar wird das an den zahlreichen von ihr entworfenen Einbaumöbeln, die im Zusammenklang mit den ebenfalls von ihr entworfenen Einzelmöbeln eine praktikable und variable Nutzung des Hauses und der Möbel erlauben. Dass das Haus sich ganz auf die Umgebung einlässt und das Thema „Meer“ und „Küste“ auf moderne Art in die Architektur integriert, ist ein weiteres Charakteristikum der sensiblen Gestaltungskraft Eileen Grays.
Noch einige wenige Bauten realisierend, lebte Eileen Gray in späteren Jahren zurückgezogen in Paris oder in ihrem Haus Tempe a Pailla bei Menton in der Nähe ihres ersten Hauses E.1027. Auch ihre Möbel verkauften sich nur in kleinen Stückzahlen und vereinzelt, obwohl sie in Fachkreisen immer wieder für Aufsehen durch Zeitschriftenartikel und Einladungen zu Ausstellungen sorgte. So geriet sie im Laufe der Jahre nach dem Bau ihres auch international viel diskutierten Hauses E.1027 und weiterer Entwürfe außerhalb von Fachkreisen nach und nach in Vergessenheit.
Le Corbusier war beeindruckt von diesem Haus und war oft zu Gast, auch nach dem Auszug von Eileen Gray 1932, der sich aus dem Ende der Beziehung mit Badovici ergab, und Le Corbusier realisierte mit Zustimmung Badovicis großformatige starkfarbige Wandbilder, die Gray als Eingriff in ihren Entwurf betrachtete und als Vandalismus empfand. Ihr Wunsch, die Fresken zu entfernen, wurde von Le Corbusier nie erfüllt; er ließ einige Zeitgenossen sogar glauben, er selbst habe E.1027 erbaut. Während der aufwendigen Restaurierung des Gebäudes vor einigen Jahren wurden Le Corbusiers Fresken erhalten.
Erst im ausklingenden 20. Jahrhundert wurde ihr Werk wiederentdeckt und ihre bedeutende Leistung für die Designmoderne gewürdigt. Das spiegelt sich unter anderem in den Reeditionen ihrer Entwürfe und exzeptionellen Preisen für ihre Vintage-Objekte bei Design-Auktionen wider. 1972 wurde sie von der Royal Society of Arts in London zum „Royal Designer to Industry“ ernannt. Der britische Möbelhersteller Zeev Aram nahm 1973 mit Gray Kontakt auf, mit ihr zusammen erarbeitete er serientaugliche Reeditionen ihrer Möbel und erhielt von Gray die Rechte zur Produktion. 1987 nahm das Museum of Modern Art in New York ihren Adjustable Table E 1027 in seine Design-Sammlung auf. Auch die Restaurierung des Hauses E.1027 mit Hilfe der öffentlichen Hand in Frankreich ist in diesem Zusammenhang zu sehen. Das Centre Pompidou in Paris zeigte ihre Werke 2013 in einer großen Ausstellung.
Vielleicht lässt sich die Aussage Eileen Grays, die sich als Gegenposition zu Le Corbusiers Prägung des Begriffs „Wohnmaschine“ verstehen lässt, gut als Charakterisierung ihres Architekturverständnisses verwenden: „Ein Haus ist keine Maschine, es ist das Gehäuse, die Schale des Menschen, seine Erweiterung, seine Befreiung, seine spirituelle Ausstrahlung.“ Gray schaute nie zurück; sie wollte immer das nächste Projekt angehen, die nächste Kunst schaffen, das nächste Abenteuer erleben. Selbiges gilt auch für ihre Möbelentwürfe, die wie eine situativ stimulierte Emanation des Benutzers, sich jeweils den momentanen Bedürfnissen anpassen lassen. Ein Beispiel dafür ist der von ihr entworfene Tisch Jean (1929), der in kleinste Räume passt, aber auch ohne Umstände zu einem größeren Ess- oder Arbeitstisch ausgeklappt werden kann.

## Werk

### Design

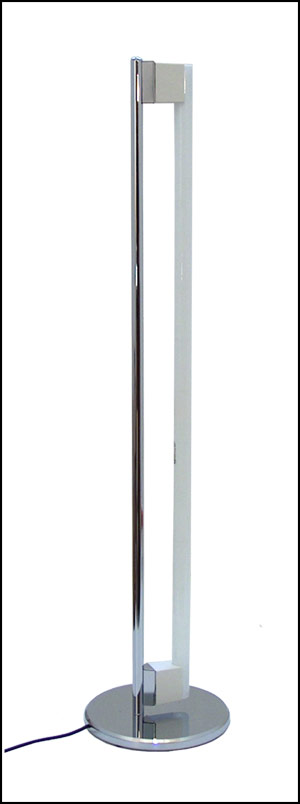
Eileen Gray: Leuchte

Eileen Gray realisierte einige wenige, nichtsdestotrotz herausragende Architekturprojekte. Legendär ist die vielfach publizierte, im Auftrag ihres damaligen Lebensgefährten Jean Badovici entworfene Villa in Cap Martin-Roquebrune (E.1027). Mit einem L-förmigen Grundriss, einem Flachdach und raumhohen Fenstern ausgestattet, entstand ein sowohl rational in sich geschlossener als auch ein sich der Umgebung öffnender beispielhafter Bau der Internationalen Moderne.
Die Villa Tempe a Pailla wurde 1932 von ihr in Castellar (Alpes-Maritimes) auf einem Hügel oberhalb des Ortes Menton errichtet. Es war ihre zweite Wohnstätte an der Côte d’Azur.
Trotz eines unverwechselbaren, konsequent modernen Baustils beruht Eileen Grays heutige Bekanntheit primär auf ihren Möbelentwürfen. Einige ihrer wichtigsten Objekte werden seit den 1970er Jahren in Reeditionen wieder produziert – und auch vielfach plagiiert. So ist ihr Tisch E.1027 noch heute einer der meistkopierten Entwürfe der klassischen Moderne.
Ihre frühen Entwürfe lösen sich nach und nach von den Einflüssen des Art Nouveau und des Japonismus, die die Ästhetik des frühen 20. Jahrhunderts in Europa bestimmten. Deutlich auszumachen ist diese Entwicklung an ihren Entwürfen für Paravents, die den Anfang ihrer Karriere dominierten.
Am Beginn dekorativ Art Nouveau und neoklassizistische Tendenzen synthetisierend und damit dem Art déco nahestehend, entwickelt sie ihren Stil weiter, indem sie das figurative Dekor zugunsten eines geometrischen Formenrepertoires hinter sich ließ. Einhergehend mit dieser Entwicklung vereinfachte und funktionalisierte sie die Grundkonzeption ihrer Entwürfe. Wie sehr die Entwicklung zur Funktionalität als designbestimmendes Element die Ästhetik Eileen Gray definiert, wird deutlich, wenn man einen frühen Paravent von 1912 mit dem Block-Wandschirm von 1925 vergleicht: das dekorative Moment ergibt sich nun ohne Umwege logisch aus der stringenten Kultivierung des Funktionalen. Für das Schöne ist keine Applikation mehr notwendig, vielmehr ist es mittelbares Ergebnis des modernen Denkansatzes Form follows function. Vor allen Dingen infolge dieses Schrittes wurde aus dem Kunsthandwerker des 19. Jahrhunderts der Designer des 20. Jahrhunderts. Prinzipiell entwickelte Eileen Gray diese Ästhetik parallel und im Austausch mit der Bauhaus-Bewegung und Le Corbusier. Mit diesem, und unter anderem auch mit Bob Oud, stand sie durch den europäischen Gedankenaustausch innerhalb der Design-Avantgarde in Verbindung.
Exemplarisch für ihren Designstil ist ihr Adjustable table E-1027: er lässt sich der Situation entsprechend in der Höhe verstellen, mit dem Standfuß unter das Sitzmöbel schieben und am Griff leicht transportieren. Die Verwendung moderner Materialien – wie hier Stahlrohr und Glas – ist ebenfalls ein Merkmal ihrer Entwürfe. Bemerkenswert ist ihre Fähigkeit, ihren Entwürfen durch Reduktion und formale Schlichtheit zusätzlich eine zeichenhafte Klarheit zu verleihen. Im Zusammenklang dieser Merkmale entsteht ein Design, das in seinem praktikablen Impetus und seiner funktionalen Eleganz eine ganz eigene Aura entwickelt. Die kreative Atmosphäre in Paris, wo die exklusive und elitäre Eleganz des französischen Art déco auf die formalistische Reduktion des demokratisch gesinnten Konstruktivismus traf, hat in ihren Entwürfen zu einer Synthese gefunden.
Auch ihre Bekanntschaft mit dem avantgardistischen Zirkel der Union des Artistes Modernes (Le Corbusier, Charlotte Perriand, Jean Prouvé, Robert Mallet-Stevens) machte sie mit den Tendenzen der Design- und Architekturmoderne bekannt. Die bei ihr mehr und mehr verwendeten zeitgemäßen Materialien – Aluminiumblech, Kork, Pergament, Stahlrohr – zeigen die Modernität ihres Designideals, das in der Verwendung exklusiver Materialien (eine Vorliebe des Art déco) wie Makassarholz, Elfenbein, Klavierlack und Rochenhaut keinen relevanten Mehrwert mehr sah. Der Bibendum Chair, ebenfalls ein Entwurf für E-1027, ist ein weiteres Beispiel für den neuen unprätentiösen, aber eleganten und modernen Stil, den Eileen Gray entwickelte.
Grays Möbelentwürfe werden heute von der Münchner Firma Classicon in Lizenz hergestellt.

### Architektur

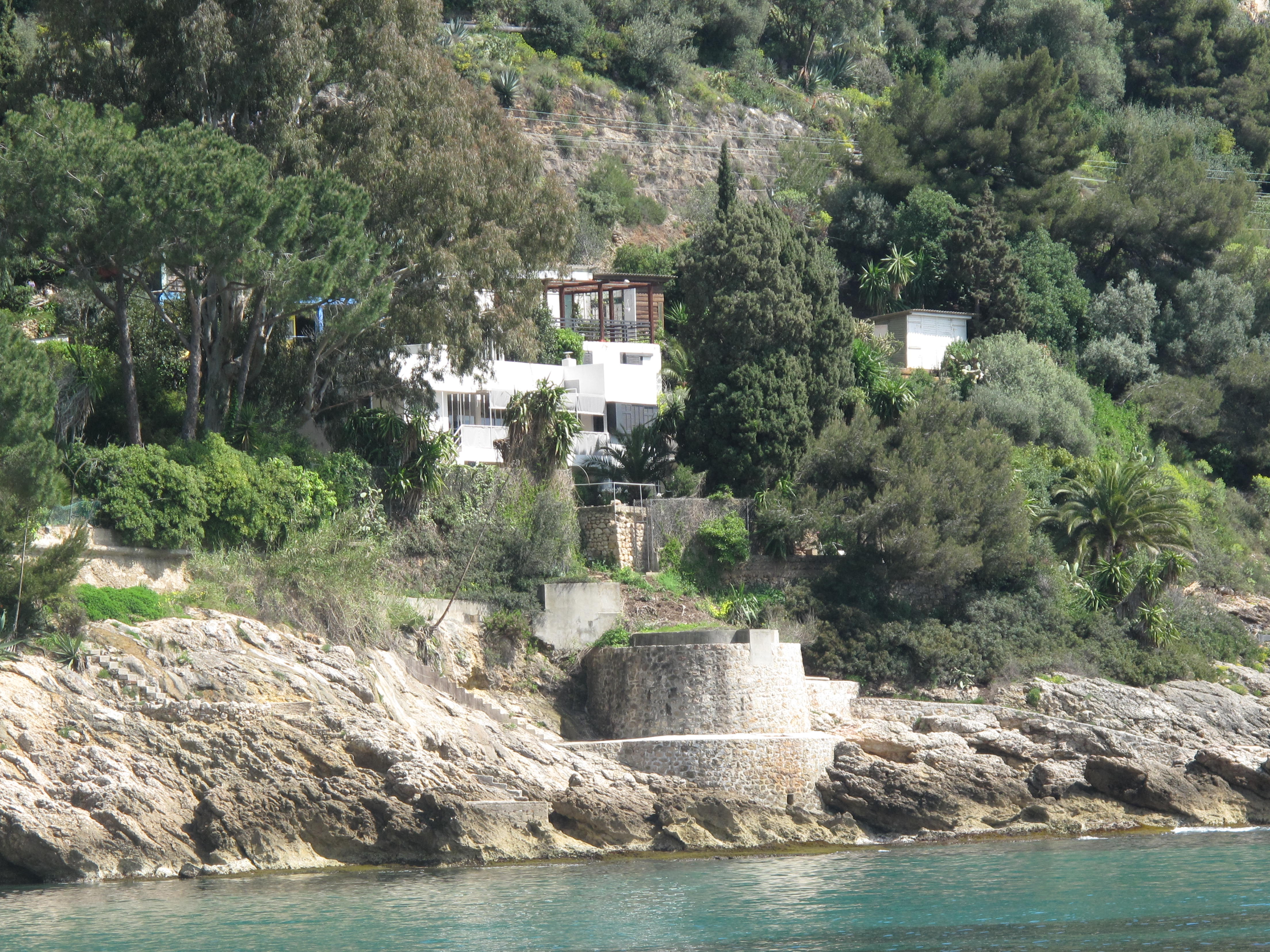
Haus E.1027

Für sich und den rumänischen Architekten und Kritiker Jean Badovici, ihren damaligen Lebenspartner, realisierte sie bis 1929 ihr erstes Wohnhaus E.1027 in Roquebrune-Cap-Martin an der Französischen Riviera, wenige Meter über dem Felsufer gegenüber der Bucht von Monaco gelegen. Der Name ist ein Code-Kürzel aus E für Eileen, 10 für Jean (der zehnte Buchstabe des Alphabets), 2 für Badovici und 7 für Gray. Mit einem L-förmigen Grundriss, einem Flachdach und raumhohen Fenstern ausgestattet, entstand ein sowohl rational in sich geschlossener als auch ein sich der Umgebung öffnender beispielhafter Bau der internationalen Moderne.
Gray entwarf auch die gesamte Ausstattung und kreierte Entwürfe, die in ihrer Synthese aus Modernität und entwurfstechnischer Eleganz und Zurückhaltung auch heute noch gefragte Klassiker sind (Beistelltisch: Adjustable table E-1027, Sessel: Bibendum). Der ästhetischen Maxime des Gesamtentwurfes folgend entwarf sie funktionale Einbaumöbel, die zurückhaltend wie Wände oder Objekte wirken und der weiteren Ausstattung daher genügend Raum und Wirkung lassen.
Die exemplarische Qualität dieses Konzeptes wurde schnell erkannt und fand im späten Jahr 1929 ihren Niederschlag in der Architekturzeitschrift L'Architecture Vivante. Dort widmete Jean Badovici dem Haus E-1027 eine ganze Ausgabe.
Le Corbusier war beeindruckt von diesem Haus und war oft zu Gast, auch nach dem Auszug von Eileen Gray 1932, der sich aus dem Ende der Beziehung mit Badovici ergab. Gray hatte Badovici, auf dessen Namen zunächst das Grundstück gekauft worden war, das Haus überlassen. Le Corbusier realisierte mit Zustimmung Badovicis großformatige starkfarbige Wandbilder, die Eileen Gray als Eingriff in ihren Entwurf betrachtete und als Vandalismus empfand. Der Vorfall beschäftigt die Fachpresse bis heute. Durch mehrere Besitzerwechsel nach dem Tod Badovicis und durch unglückliche Umstände geriet das Haus über die Jahre in einen immer desolateren Zustand, der in den späten 1990er Jahren durch vandalistische Übergriffe im unbewachten Haus seinen Höhepunkt fand. Im Jahre 1999 ging das Haus in den Besitz des französischen Staates über, es taten sich der französische Staat und die Gemeinde Roquebrune–Cap-Martin zusammen, um das Architekturdenkmal zu schützen: Das Haus wurde zum Nationalen französischen Kulturdenkmal erklärt und in die öffentliche Institution Conservatoire du Littoral eingebracht. Ab 2014 arbeitete die Cap Moderne Association unter Vorsitz von Michael Likierman daran, das Gebäude inklusive seiner Innenausstattung weitestgehend in den Zustand von 1929 zurückzuversetzen. Anhand von Plänen und Fotografien und unter Beizug von Fachexperten wurden hochwertige Repliken der Ausstattung erstellt.
Eines der größten – und hinsichtlich der Lösung interessantesten – Probleme dieser Restaurierung war nicht nur, ob und wie die gut dokumentierte Möblierung wiederhergestellt werden konnte (die nun unbezahlbaren Originale wurden 1991 vom damaligen Besitzer versteigert, die Einbaumöbel sind größtenteils zerstört), sondern auch, welcher Umgang mit den von Eileen Gray vehement abgelehnten Wandmalereien Le Corbusiers gefunden würde. Seit 2021 ist das restaurierte Haus für die Öffentlichkeit zugänglich.
Eileen Gray realisierte nur sehr wenige weitere Bauten: Anfang der 1930er Jahre eine Villa (Tempe à Pailla) ganz in der Nähe von Roquebrune, nachdem sie E.1027 zugunsten Badovicis verlassen hatte. Im Alter von 75 Jahren baute sie für sich bei Saint-Tropez ein bestehendes Haus zu ihrem Ferienhaus, Lou Pérou genannt, um.

### Kunsthandel
Eileen Grays rare Vintageobjekte werden seit den 70er-Jahren im Kunst/Designhandel und Auktionswesen mit steigender Tendenz nachgefragt. Das gilt sowohl für ihre frühen, dem ausklingenden Art Nouveau verpflichteten Entwürfe, als auch für ihre späteren dezidiert moderneren Objekte. Entscheidend für den Wert – und die Wertsteigerung – ist, dass das Objekt keine posthume Umsetzung eines Entwurfes ist. Vielmehr muss das Werk aus ihrer Hand stammen, es muss also von ihr selbst gearbeitet bzw. unter ihrer Aufsicht gefertigt worden sein. Die Entwürfe von Eileen Gray erzielen heutzutage unter anderem auch deswegen so hohe Preise, weil viele ihrer Entwürfe häufig Unikate sind bzw. in sehr geringer Stückzahl gefertigt wurden. So gibt es zum Beispiel von ihren Brick-Paravents 12 Exemplare, die aber alle eigentlich Unikate sind, weil sie die Maße und das Design variierte.
Ein Signal ihrer Bedeutung für den Kunst- und Designhandel setzten die Preise, die bei der Christie’s-Auktion Collection Yves Saint Laurent et Pierre Bergé in Paris vom 23.–25. Februar 2009 erreicht wurden. Vier Objekte aus den unterschiedlichen Schaffensperioden wurden versteigert und erzielten zum Teil exzeptionell hohe Preise. Für ein dekoratives Sideboard mit Art Nouveau-Appeal – eine ihrer Lackarbeiten – von 1915/1917 wurde ein Preis nahe dem (sehr optimistisch angesetzten) unteren Schätzwert von 3.985.000 Euro erzielt. Eine etwas spätere Konsole von 1920 dokumentiert ihre stilistische Entwicklung sehr gut: Schlichter gestaltet, steht dieses Lackmöbel dem Art déco nahe und brachte einen Preis von 2.305.000 Euro gut über dem oberen Schätzwert. Das Bietergefecht um einen Sesselentwurf von 1917/19 gestaltete sich sehr spannend: auf 2.000.000 Euro obere Taxe geschätzt, spielte der exotisierende Fauteuil aux Dragons einen Betrag ein, der der höchste jemals erzielte Preis für ein Möbelobjekt des 20. Jahrhunderts ist. Schlussendlich wurden 21.905.000 Euro für diesen Entwurf bewilligt. Und von 1925 stammt ein exzeptioneller moderner Lampenentwurf (Satellite), der weit über dem oberen Schätzwert von 800,00 Euro einen Preis von 2.977.000 Euro einspielte.
Ein Anhaltspunkt für die Preisentwicklung und die steigende Wertschätzung der Entwürfe Eileen Grays gibt ein Blick auf vergangene Auktionsergebnisse. Noch 1980 wurde die Lampe Satellite von Sotheby’s in Monaco (Collection Eileen Gray, 25/05/1980, Lot 298) für 18.000 Franc (umgerechnet etwa 3000 Euro) verkauft – die Schätzung lag damals bei 3/4.000 Franc. Und ein Paravent von 1930/32 – ein Entwurf für das E-1027 – brachte ebendort einen Ertrag von etwa 2500 Euro. 2003 spielte dieses Objekt bei einer Schätzung von 30/50.000 USD in New York (Phillips de Pury & Luxembourg, 11. Juni 2003) 107.550 USD ein. Ein weiteres Exemplar dieses Entwurfs wurde in Paris (Christie’s, 29. März 2011) für 1.353.000 Euro versteigert.

## Möbel- und Leuchtendesign (Auswahl)
- 1924: Lota, Sofa, Hersteller: ClassiCon[21]
- 1925: Daybed, Hersteller: ClassiCon[21]
- 1926: Transat, Sessel, Hersteller: Écart International[21][22]
- 1926: Nonconformist, Sessel, Hersteller: ClassiCon[21][22]
- 1926: Bibendum, Sessel, Hersteller: ClassiCon[22]
- 1927: Occasioal Table, Beistelltisch, Hersteller: ClassiCon[21]
- 1927: Glastisch E 1027, Beistelltisch, Hersteller: ClassiCon[21][22]
- 1927: Bar Stool Nr. 1, Hersteller: ClassiCon[21]
- 1927: Tube-Light, Bodenlampe, Hersteller: ClassiCon[21]
- 1927: Pailla, Wand- und Deckenleuchte, Hersteller: ClassiCon[22]
- 1929: Jean, Vergrößerungstisch, Hersteller: ClassiCon[21]
- 1929: Monte Carlo, Sofa, Hersteller: ClassiCon[21]
- 1932: Menton, Tisch, Hersteller: ClassiCon[22]